# Bellingham (Washington)
Bellingham é uma cidade localizada no estado norte-americano de Washington, no Condado de Whatcom. A cidade foi fundada em junho de 1824, e incorporada em 4 de novembro de 1903.

É uma cidade hippie próxima da fronteira com o Canadá que é sede da Universidade Western Washington.

## Demografia
Segundo o censo norte-americano de 2000, a sua população era de 67.171 habitantes. 
Em 2006, foi estimada uma população de 75.150, um aumento de 7979 (11.9%).

## Geografia
De acordo com o United States Census Bureau tem uma área de 
82,2 km², dos quais 66,4 km² cobertos por terra e 15,8 km² cobertos por água.

## Localidades na vizinhança
O diagrama seguinte representa as localidades num raio de 20 km ao redor de Bellingham. 